# 伦塞姆富瓦河
伦塞姆富瓦河（Lunsemfwa）是赞比亚卢克沙逊河和卢安瓜河的一条支流，赞比西河盆地上的一部分。本河以捕鱼著称，其中以虎鱼、欧鳊数量最多。河流上游建有两座水电站。
伦塞姆富瓦河通过卢安瓜裂谷，长约40千米，河谷宽度在45千米左右。